# 血红穗荸荠
血红穗荸荠（学名：Heleocharis pellucida var. sanguinolenta）是莎草科荸荠属透明鳞荸荠的变种。分布在中国大陆的贵州等地，目前尚未由人工引种栽培。